# Matěj Jurásek
Matěj Jurásek (* 30. August 2003) ist ein tschechischer Fußballspieler.

## Karriere

### Verein
Nachdem Jurásek bis zur U17 für MFK Karviná gespielt hatte, ging er in die Jugend von Slavia Prag über und durchlief hier alle weiteren Mannschaften, was ihn Anfang 2021 in die B-Mannschaft brachte. Bereits zuvor, am 21. November 2020, hatte er sein Ligadebüt für die erste Mannschaft, als er bei einem 6:0-Sieg über SFC Opava in der 80. Minute für Peter Olayinka eingewechselt wurde. Im Februar 2021 ging es für ihn per Leihe weiter zum FC Sellier & Bellot Vlašim, wo er den Rest der laufenden Rückrunde verbrachte. Zur Hinrunde der Spielzeit 2021/22 folgte eine Leihe zu seinem ehemaligen Jugendklub nach Karviná, bei welchem er ein paar Einsätze hatte, größtenteils aber nicht im Kader stand. So verbrachte er ab Februar 2022 die Rückrunde wieder bei Vlašim, wo er erneut zur Stammmannschaft gehörte. Seit der Siison 2022/23 gehört er fest zum Kader der ersten Mannschaft von Slavia Prag, für die er auch bereits in der Conference League und der Europa League zum Einsatz kam.

### Nationalmannschaft
Nach Spielen mit der tschechischen U16, U17, U19 und der U20 kommt Jurásek seit Juni 2022 auch zu Einsätzen mit der U21-Mannschaft, mit der er auch an der Europameisterschaft 2023 teilnahm. Dort wurde er in zwei der drei Gruppenspiele seiner Mannschaft eingesetzt.
Sein Debüt im Trikot der A-Nationalmannschaft hatte er am 26. März 2024, als er bei einem 2:1-Freundschaftsspielsieg über Armenien in der 64. Minute für Adam Hložek eingewechselt wurde.